# Dissosteira spurcata
Dissosteira spurcata är en insektsart som beskrevs av Henri Saussure 1884. Dissosteira spurcata ingår i släktet Dissosteira och familjen gräshoppor. Inga underarter finns listade i Catalogue of Life.